# Temporada 1999-2000 de los Portland Trail Blazers
La temporada 1999-2000 fue la trigésima de los Portland Trail Blazers en la NBA. La temporada regular acabó con 59 victorias y 23 derrotas, ocupando el tercer puesto de la conferencia Oeste, clasificándose para los playoffs, en los que cayeron en las finales de conferencia ante Los Angeles Lakers.

## Elecciones en elDraft
Los Blazers no tuvieron ninguna selección en el draft esta temporada.

## Temporada regular
| División Pacífico        | División Pacífico | División Pacífico | División Pacífico | División Pacífico | División Pacífico | División Pacífico | División Pacífico | División Pacífico |
| Equipo                   | G                 | P                 | %                 | PD                | Casa              | Fuera             | Div               |                   |
| ------------------------ | ----------------- | ----------------- | ----------------- | ----------------- | ----------------- | ----------------- | ----------------- | ----------------- |
| y-Los Angeles Lakers     | 67                | 15                | .817              | –                 | 36–5              | 31–10             | 20–4              |                   |
| x-Portland Trail Blazers | 59                | 23                | .720              | 8                 | 30–11             | 29–12             | 21–3              |                   |
| x-Phoenix Suns           | 53                | 29                | .646              | 14                | 32–9              | 21–20             | 15–9              |                   |
| x-Seattle SuperSonics    | 45                | 37                | .549              | 22                | 24–17             | 21–20             | 12–12             |                   |
| x-Sacramento Kings       | 44                | 38                | .537              | 23                | 30–11             | 14–27             | 9–15              |                   |
| Golden State Warriors    | 19                | 63                | .232              | 48                | 12–29             | 7–34              | 2–22              |                   |
| Los Angeles Clippers     | 15                | 67                | .183              | 52                | 10–31             | 5–36              | 5–19              |                   |

## Playoffs

### Primera ronda
Portland Trail Blazers  vs. Minnesota Timberwolves
| Fecha       | Partido                                              | Ciudad      |
| ----------- | ---------------------------------------------------- | ----------- |
| 23 de abril | Portland Trail Blazers 91, Minnesota Timberwolves 88 | Portland    |
| 26 de abril | Portland Trail Blazers 86, Minnesota Timberwolves 82 | Portland    |
| 30 de abril | Minnesota Timberwolves 94, Portland Trail Blazers 87 | Minneapolis |
| 2 de mayo   | Minnesota Timberwolves 77, Portland Trail Blazers 85 | Minneapolis |
|             | Portland Trail Blazers gana las series 3-1           |             |

### Semifinales de conferencia
Portland Trail Blazers  vs. Utah Jazz
| Fecha      | Partido                                    | Ciudad         |
| ---------- | ------------------------------------------ | -------------- |
| 7 de mayo  | Portland Trail Blazers 94, Utah Jazz 75    | Portland       |
| 9 de mayo  | Portland Trail Blazers 103, Utah Jazz 85   | Portland       |
| 11 de mayo | Utah Jazz 84, Portland Trail Blazers 103   | Salt Lake City |
| 14 de mayo | Utah Jazz 88, Portland Trail Blazers 85    | Salt Lake City |
| 16 de mayo | Portland Trail Blazers 81, Utah Jazz 79    | Portland       |
|            | Portland Trail Blazers gana las series 4-1 |                |

### Finales de conferencia
Los Angeles Lakers  vs. Portland Trail Blazers
| Fecha      | Partido                                           | Ciudad    |
| ---------- | ------------------------------------------------- | --------- |
| 20 de mayo | Los Angeles Lakers 109, Portland Trail Blazers 94 | Inglewood |
| 22 de mayo | Los Angeles Lakers 77, Portland Trail Blazers 106 | Inglewood |
| 26 de mayo | Portland Trail Blazers 91, Los Angeles Lakers 93  | Portland  |
| 28 de mayo | Portland Trail Blazers 91, Los Angeles Lakers 103 | Portland  |
| 30 de mayo | Los Angeles Lakers 88, Portland Trail Blazers 96  | Inglewood |
| 2 de junio | Portland Trail Blazers 103, Los Angeles Lakers 93 | Portland  |
| 4 de junio | Los Angeles Lakers 89, Portland Trail Blazers 84  | Inglewood |
|            | Los Angeles Lakers gana las series 4-3            |           |

## Estadísticas

### Temporada regular
| Jugador          | PJ | PT | MPP  | %TC  | %3P  | %TL   | RPP | APP | ROB | TPP | PPP  |
| ---------------- | -- | -- | ---- | ---- | ---- | ----- | --- | --- | --- | --- | ---- |
| Rasheed Wallace  | 81 | 77 | 35.1 | .519 | .160 | .704  | 7.0 | 1.8 | 1.1 | 1.3 | 16.4 |
| Steve Smith      | 82 | 81 | 32.8 | .467 | .398 | .850  | 3.8 | 2.5 | .9  | .4  | 14.9 |
| Scottie Pippen   | 82 | 82 | 33.5 | .451 | .327 | .717  | 6.3 | 5.0 | 1.4 | .5  | 12.5 |
| Damon Stoudamire | 78 | 78 | 30.4 | .432 | .377 | .841  | 3.1 | 5.2 | 1.0 | .0  | 12.5 |
| Arvydas Sabonis  | 66 | 61 | 25.6 | .505 | .368 | .843  | 7.8 | 1.8 | .7  | 1.2 | 11.8 |
| Bonzi Wells      | 66 | 0  | 17.6 | .492 | .377 | .682  | 2.8 | 1.5 | 1.0 | .2  | 8.8  |
| Detlef Schrempf  | 77 | 6  | 21.6 | .432 | .404 | .833  | 4.3 | 2.6 | .5  | .2  | 7.5  |
| Brian Grant      | 63 | 14 | 21.0 | .491 | .500 | .675  | 5.5 | 1.0 | .5  | .4  | 7.3  |
| Greg Anthony     | 82 | 3  | 18.9 | .406 | .378 | .772  | 1.6 | 2.5 | .7  | .1  | 6.3  |
| Gary Grant       | 3  | 0  | 8.0  | .429 |      |       | 1.0 | .3  | .3  | .0  | 4.0  |
| Jermaine O'Neal  | 70 | 8  | 12.3 | .486 | .000 | .582  | 3.3 | .3  | .2  | .8  | 3.9  |
| Stacey Augmon    | 59 | 0  | 11.7 | .474 | .000 | .673  | 2.0 | .9  | .5  | .2  | 3.4  |
| Antonio Harvey   | 19 | 0  | 7.2  | .567 |      | .583  | 1.7 | .3  | .1  | .3  | 2.2  |
| Joe Kleine       | 7  | 0  | 4.4  | .364 |      | 1.000 | .9  | .3  | .1  | .0  | 1.6  |

### Playoffs
| Jugador          | PJ | PT | MPP  | %TC  | %3P  | %TL  | RPP | APP | ROB | TPP | PPP  |
| ---------------- | -- | -- | ---- | ---- | ---- | ---- | --- | --- | --- | --- | ---- |
| Rasheed Wallace  | 16 | 16 | 37.8 | .489 | .615 | .773 | 6.4 | 1.8 | .9  | 1.3 | 17.9 |
| Steve Smith      | 16 | 16 | 37.8 | .486 | .547 | .885 | 2.5 | 2.8 | 1.2 | .3  | 17.1 |
| Scottie Pippen   | 16 | 16 | 38.4 | .419 | .300 | .743 | 7.1 | 4.3 | 2.0 | .4  | 14.9 |
| Arvydas Sabonis  | 16 | 16 | 30.8 | .453 | .286 | .796 | 6.7 | 1.9 | .9  | .8  | 11.3 |
| Damon Stoudamire | 16 | 16 | 27.9 | .415 | .333 | .833 | 2.6 | 3.6 | .5  | .3  | 8.9  |
| Bonzi Wells      | 14 | 0  | 13.4 | .446 | .200 | .707 | 2.5 | .9  | .5  | .0  | 7.5  |
| Detlef Schrempf  | 15 | 0  | 18.4 | .393 | .167 | .830 | 3.5 | 2.0 | .3  | .0  | 5.6  |
| Brian Grant      | 16 | 0  | 20.0 | .446 |      | .744 | 5.8 | .5  | .4  | .4  | 5.4  |
| Greg Anthony     | 15 | 0  | 14.2 | .365 | .323 | .750 | 1.1 | 1.7 | .9  | .3  | 4.0  |
| Jermaine O'Neal  | 8  | 0  | 4.8  | .273 |      | .667 | .9  | .1  | .0  | .4  | 1.5  |
| Stacey Augmon    | 7  | 0  | 4.9  | .333 |      | .500 | .3  | .0  | .0  | .0  | 1.3  |
| Gary Grant       | 2  | 0  | 4.0  | .000 |      | .500 | .0  | .5  | .0  | .0  | .5   |

## Galardones y récords
| Jugador         | Galardón                               |
| Scottie Pippen  | 2.º Mejor quinteto defensivo de la NBA |
| Rasheed Wallace | All-Star                               |